# The Crystal Egg
"The Crystal Egg" (en español El Huevo de Cristal) es un cuento de ciencia ficción escrito por H. G. Wells en 1897.
La historia habla sobre un dueño de una tienda, el señor Cave, quien encuentra un huevo de cristal extraño que sirve como ventana al planeta Marte.
El cuento fue escrito el mismo año en el cual Wells estaba publicando La guerra de los mundos en la Pearson's Magazine, un año antes de que la publicaran como novela. Debido a sus descripciones sobre los marcianos y sus máquinas, "The Crystal Egg" es considerada a menudo como una historia relacionada con La guerra de los mundos.

## Argumento
El señor Cave es un naturalista y anticuario que tiene una tienda donde vende cosas diversas. Entre ellas hay un trozo de cristal con forma de huevo en el escaparate. Él no tiene intención de venderlo, y cuando unos compradores se lo piden, él le pone un precio muy alto. Los compradores aceptan el precio, pero el señor Cave les dice que no está a la venta, puesto que está reservado para un cliente. Para evitar que su esposa venda el huevo, el señor Cave lo lleva a la casa de un amigo, Jacoby Wace, profesor ayudante de prácticas en el Hospital de Santa Catalina.
Los dos se obsesionan con el huevo, pero solo el señor Cave puede observar un paisaje misterioso en él. Todos los días de 8 y media a 10 y media y los domingos por la tarde, mientras el señor Cave mira el objeto, su amigo Wace apunta. Por la noche o en una habitación a oscuras, cuando un débil rayo de luz incide en un ángulo de 137° exactos, el señor Cave puede ver los paisajes. Primero ve una llanura y unas casas, luego un valle. En ocasiones siguientes observa unos seres voladores, similares a insectos, pero con ojos similares a los de los humanos, los cuales al llegar a la construcción que se ve a través del huevo aterrizan, repliegan sus alas y entran en las casas. También llega a ver seres con tentáculos caminando por la superficie del extraño mundo, entre otras cosas insólitas. Luego de tiempo de observar el huevo, Cave distingue una serie de columnas y sobre cada una de ellas otro huevo de cristal igual al que él tiene. Deducen que su huevo es una ventana hacia el que se halla en la última columna y que el paisaje observado es Marte.
Tras un tiempo, Cave se lleva el huevo a su casa, confiando en que su mujer lo había olvidado. Las observaciones anotadas por Wace se detienen, y cuando este intenta encontrarse de nuevo con Cave, se entera de que había fallecido mientras observaba el huevo de cristal. La mujer del anticuario vende el objeto, y todos los esfuerzos de Wace por encontrar al comprador son infructuosos. Wace intenta recurrir a la prensa para publicar anuncios buscando el esferoide, pero los periódicos comienzan a exigirle pruebas de sus afirmaciones, las cuales no puede proveer. El narrador finaliza especulando que el huevo de cristal fue lanzado por los marcianos a la Tierra en una época remota para observar lo que sucedía en ella, y que es posible que haya más ejemplares dispersos por el planeta.

## Adaptaciones
- Jorge Luis Borges admitió haber sido influenciado por "The Crystal Egg" para su historia de 1949, "El Aleph".[5]
- En 1952, "The Crystal Egg" fue adaptado a un episodio de la serie de televisión de ciencia ficción Tales of Tomorrow.[6]
- En The Further Adventures of Sherlock Holmes: The War of the Worlds, un huevo de cristal llega a manos de Sherlock Holmes, quien se lo lleva al Profesor Challenger.[7]